# Jason Connery
Jason Joseph Connery (ur. 11 stycznia 1963 w Londynie) – brytyjski aktor, reżyser i producent filmowy pochodzenia szkockiego i włosko-australijskiego.

## Życiorys

### Wczesne lata
Urodził się w Londynie jako syn pary aktorskiej – australijskiej aktorki Diane Cilento i szkockiego aktora Seana Connery’ego. Uczęszczał do szkoły Millfield w Somerset, w Anglii, a później naukę kontynuował w szkole dla chłopców Gordonstoun School w Moray w Szkocji. Potem został przyjęty do Bristol Old Vic Theatre School.

### Kariera
Zagrał wiele ról w teatrze, a następnie miał w kilku występów w filmach klasy B. Debiutował niewielką rolą MacKinnona w ekranizacji powieści Pata Conroya Bogowie dyscypliny (The Lords of Discipline, 1983) u boku Davida Keitha, Michaela Biehna, Billa Paxtona i Judge’a Reinholda. Potem zagrał tytułowego nastolatka w Nemo (1984) z udziałem Harveya Keitela, Mathildy May i Carole Bouquet. W dwóch odcinkach serialu BBC Doktor Who (1985) pojawił się jako Jondar.
We włoskim melodramacie Wenecjanka (La venexiana, 1986), którego akcja dzieje się w Wenecji w XVI wieku, zagrał postać Giulio, obcokrajowca, który spędza pamiętną noc w mieście, gdzie spotyka dwie piękne kobiety: owdowiałą damę Angelę (w tej roli Laura Antonelli) i Valerię (Monica Guerritore), której mąż wyjechał do Florencji.
Stał się znany w Wielkiej Brytanii z roli Robin Hooda w ostatnim sezonie serialu ITV Robin z Sherwood (Robin of Sherwood, 1986). Wcielił się w postać twórcy Jamesa Bonda – Iana Fleminga w telefilmie Turner Pictures Sekretne życie Iana Fleminga (The Secret Life of Ian Fleming, 1990) z Kristin Scott Thomas.
Wyreżyserował kilka filmów, w tym Grobowiec diabła (The Devil’s Tomb, 2009), Pandemic (2009), 51 (2011), Philly Kid (The Philly Kid, 2012) i Honor Tommy’ego (Tommy’s Honour, 2016).

## Życie prywatne
W latach 1996–2002 był żonaty z aktorką Mia Sarą, z którą ma syna Dashiella (ur. 1997).

## Filmografia
| Rok       | Film                                                                                                | Rola                                             | Uwagi                                                       | Reżyser                                                                                |
| --------- | --------------------------------------------------------------------------------------------------- | ------------------------------------------------ | ----------------------------------------------------------- | -------------------------------------------------------------------------------------- |
| 1983      | Bogowie dyscypliny (The Lords of Discipline)                                                        | MacKinnon                                        |                                                             | Franc Roddam                                                                           |
| 1984      | Chłopiec, który miał wszystko (The Boy Who Had Everything)                                          | John Kirkland                                    |                                                             | Stephen Wallace                                                                        |
| 1984      | Pierwsza olimpiada, Ateny 1896 (The First Olympics: Athens 1896)                                    | Thomas Pelham Curtis                             |                                                             | Alvin Rakoff                                                                           |
| 1984      | Był sobie sen (Nemo)                                                                                | Nemo (nastolatek)                                |                                                             | Arnaud Sélignac                                                                        |
| 1985      | Doktor Who (Doctor Who: Vengeance on Varos)                                                         | Jondar                                           | serial TV                                                   | Ron Jones                                                                              |
| 1986      | Wenecjanka (La venexiana)                                                                           | Jules                                            |                                                             | Mauro Bolognini                                                                        |
| 1986      | Robin z Sherwood (Robin of Sherwood)                                                                | Robin / Robert of Huntingdon                     | serial TV                                                   | Sid Roberson Gerry Mill Robert Young James Allen Dennis Abey Christopher King Ben Bolt |
| 1987      | Kraina jutra (Worlds Beyond)                                                                        |                                                  | serial TV                                                   | Sue Butterworth                                                                        |
| 1987      | Tenerezza                                                                                           |                                                  | Enzo Milioni                                                |                                                                                        |
| 1988      | Bye Bye Baby                                                                                        | Marcello                                         |                                                             | Enrico Oldoini                                                                         |
| 1988      | Kot w butach (Puss in Boots)                                                                        | Corin                                            |                                                             | Eugene Marner                                                                          |
| 1988      | Lenin: Pociąg (Il treno di Lenin)                                                                   | David                                            | TV                                                          | Damiano Damiani                                                                        |
| 1989      | Tank Malling                                                                                        | Dunboyne                                         |                                                             | James Marcus                                                                           |
| 1989      | Casablanca Express                                                                                  | Alan Cooper                                      |                                                             | Sergio Martino                                                                         |
| 1989      | Isabella la ladra                                                                                   |                                                  | miniserial TV                                               |                                                                                        |
| 1990      | Sekretne życie Iana Fleminga/Szpieg, który mnie stworzył (Spymaker: The Secret Life of Ian Fleming) | Ian Fleming                                      | TV                                                          | Ferdinand Fairfax                                                                      |
| 1991      | Pod osłoną nieba (The Sheltering Desert)                                                            | Henno Martin                                     |                                                             | Regardt van den Bergh                                                                  |
| 1991      | Płonący brzeg (Mountain of Diamonds)                                                                | Michael Courteney                                | TV                                                          | Jeannot Szwarc                                                                         |
| 1992      | Piękna i Bestia (Beauty and the Beast)                                                              | Bestia (głos)                                    | TV                                                          | Timothy Forder                                                                         |
| 1992      | Wolne dusze (The Other Side of Paradise)                                                            | Chris Masters                                    | TV                                                          | Renny Rye                                                                              |
| 1992      | Alladyn (Aladdin)                                                                                   | Wezyr (głos)                                     | TV                                                          | David Thwaytes                                                                         |
| 1994      | Jamila                                                                                              | Daniyar                                          |                                                             | Monica Teuber                                                                          |
| 1994      | Dawid i Dawid (David e David)                                                                       |                                                  | TV                                                          | Giorgio Capitani                                                                       |
| 1995      | Czerwona zagłada (Bullet to Beijing)                                                                | Nick                                             |                                                             | George Mihalka                                                                         |
| 1996      | The Successor                                                                                       | Peter Reardon / Romanow                          |                                                             | Rodoh Seji                                                                             |
| 1996      | Rosyjski łącznik (Midnight in Saint Petersburg)                                                     | Nikołaj Petrow                                   |                                                             | Douglas Jackson                                                                        |
| 1997      | Makbet (Macbeth)                                                                                    | Makbet                                           |                                                             | Jeremy Freeston                                                                        |
| 1997      | Na sygnale (Casualty)                                                                               | James Dunham                                     | serial TV                                                   | Beryl Richards                                                                         |
| 1997      | Piątka detektywów (The Famous Five)                                                                 | Jeff Thomas                                      | serial TV                                                   | John Gorrie                                                                            |
| 1998      | Duch na blokowisku (Urban Ghost Story)                                                              | John Fox                                         |                                                             | Geneviéve Jolliffe                                                                     |
| 1998      | Merlin (Merlin: The Quest Begins)                                                                   | Młody Merlin                                     | TV                                                          | David Winning                                                                          |
| 2000      | Kowboj z Szanghaju (Shanghai Noon)                                                                  | Calvin Andrews                                   |                                                             | Tom Dey                                                                                |
| 2000      | The Strip                                                                                           | Ray Burden                                       | serial TV                                                   |                                                                                        |
| 2001      | Nicolas                                                                                             |                                                  |                                                             | Peter Shaner                                                                           |
| 2001      | Requiem                                                                                             | Pan Hunter                                       |                                                             | Jon Kirby                                                                              |
| 2001      | Władca życzeń III: Miecz sprawiedliwości (Wishmaster 3: Beyond the Gates of Hell)                   | Profesor Joel Barash                             | TV                                                          | Chris Angel                                                                            |
| 2001–2002 | Mary-Kate i Ashley w akcji (Mary-Kate and Ashley in Action!)                                        | Bennington (głos)                                | serial TV                                                   |                                                                                        |
| 2002      | Liberty’s Kids: Est. 1776                                                                           | głos                                             | serial TV                                                   |                                                                                        |
| 2001–2003 | Tajemnice Smallville                                                                                | Dominic Sanatori                                 | serial TV                                                   | Greg Beeman Terrence O’Hara Kenneth Biller                                             |
| 2003      | Gadżet i Gadżetinis (Gadget and the Gadgetinis)                                                     | głos                                             | serial TV                                                   | Bruno Bianchi                                                                          |
| 2004–2005 | Shoebox Zoo                                                                                         | Tato (seria 1: odc. 1-13, seria 2: odc. 1, 9–13) | serial TV                                                   |                                                                                        |
| 2005      | Śmiałe wyznania(Private Moments)                                                                    | Gillian                                          |                                                             | Jag Mundhra                                                                            |
| 2005      | Amator (Amateur)                                                                                    | Człowiek w telewizji                             |                                                             | Joshua Adler                                                                           |
| 2005–2006 | Trollz                                                                                              | Pan Trollheimer Star (głos)                      |                                                             | Karen Hyden                                                                            |
| 2006      | Dżungla (The Wild)                                                                                  | głos                                             |                                                             | Steve ‘Spaz’ Williams                                                                  |
| 2006      | Lightspeed                                                                                          | Daniel Leight / Lightspeed                       | TV                                                          | Don E. FauntLeRoy                                                                      |
| 2006      | Władca Pierścieni: Bitwa o Śródziemie II – Król Nazguli                                             | Kapitan Carthedan / Karsh the Whisperer          | gra wideo                                                   | Jill Donald                                                                            |
| 2006      | The Far Side of Jericho                                                                             | John                                             |                                                             | Tim Hunter                                                                             |
| 2006      | Hoboken Hollow                                                                                      | Trevor Lloyd                                     |                                                             | Glen Stephens                                                                          |
| 2007      | The Thirst: Blood War                                                                               | Cladius                                          |                                                             | Tom Shell                                                                              |
| 2007      | Night Skies                                                                                         | Richard                                          |                                                             | Roy Knyrim                                                                             |
| 2007      | George Lopez                                                                                        | Mike                                             | serial TV                                                   | Joe Regalbuto                                                                          |
| 2007      | Velocity                                                                                            | Mic                                              |                                                             | Jeff Jensen                                                                            |
| 2007      | Brotherhood of Blood                                                                                | Keaton                                           |                                                             | Michael Roesch Peter Scheerer                                                          |
| 2007      | Święta pełne niespodzianek (An Accidental Christmas)                                                | Myles                                            | TV                                                          | Fred Olen Ray                                                                          |
| 2008      | I Am Somebody: No Chance in Hell                                                                    | Sam                                              | Oryginalny tytuł: Chinaman’s Chance: America’s Other Slaves | Aki Aleong                                                                             |
| 2009      | Szlak śmierci (La linea)                                                                            | Randall                                          |                                                             | James Cotten                                                                           |
| 2009      | Penance                                                                                             | John                                             |                                                             | Jake Kennedy                                                                           |
| 2009      | Dragonquest                                                                                         | Gurion                                           |                                                             | Mark Atkins                                                                            |
| 2010      | Przyjaciel świętego Mikołaja (The Search for Santa Paws)                                            | Terier szkocki Haggis (głos)                     |                                                             | Robert Vince                                                                           |
| 2010      | Old West                                                                                            | Frank                                            | film krótkometrażowy                                        |                                                                                        |
| 2011      | Zabójcze umysły (Criminal Minds: Suspect Behavior)                                                  | John Clayford                                    | serial TV                                                   |                                                                                        |
| 2011      | Sword                                                                                               | Robert Teasdale                                  | film krótkometrażowy                                        |                                                                                        |
| 2013      | Szpital miejski (General Hospital)                                                                  | Sebastian Leeds                                  | serial TV                                                   |                                                                                        |
| 2014      | Śródziemie: Cień Mordoru (Middle-earth: Shadow of Mordor)                                           | kapitan statku (głos)                            | gra wideo                                                   |                                                                                        |
| 2014      | Alien Strain                                                                                        | Psychiatra                                       |                                                             | Robert Benavides Jr., Andy Palmer                                                      |